# De Dion-Bouton 6 CV

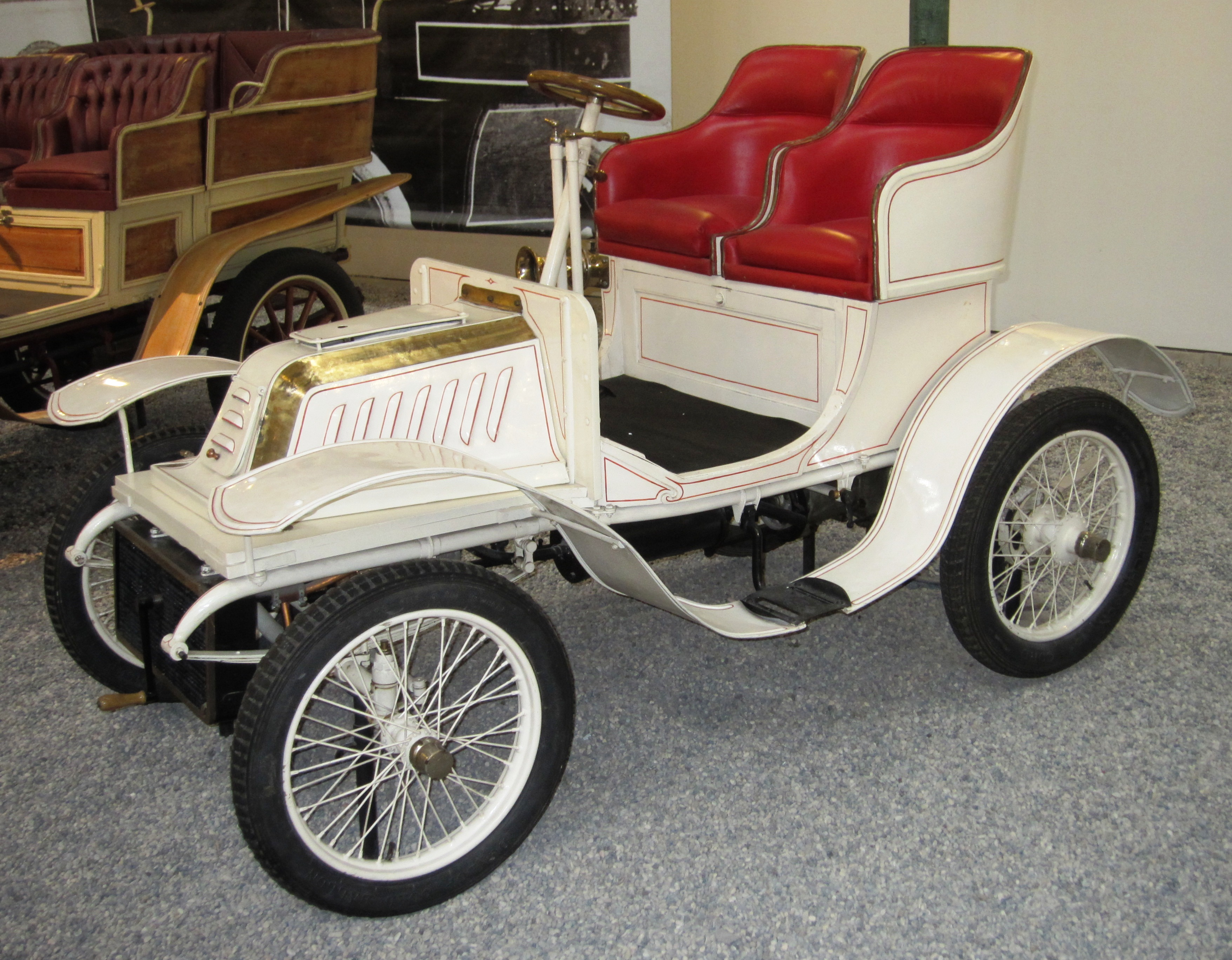
De Dion-Bouton Type J

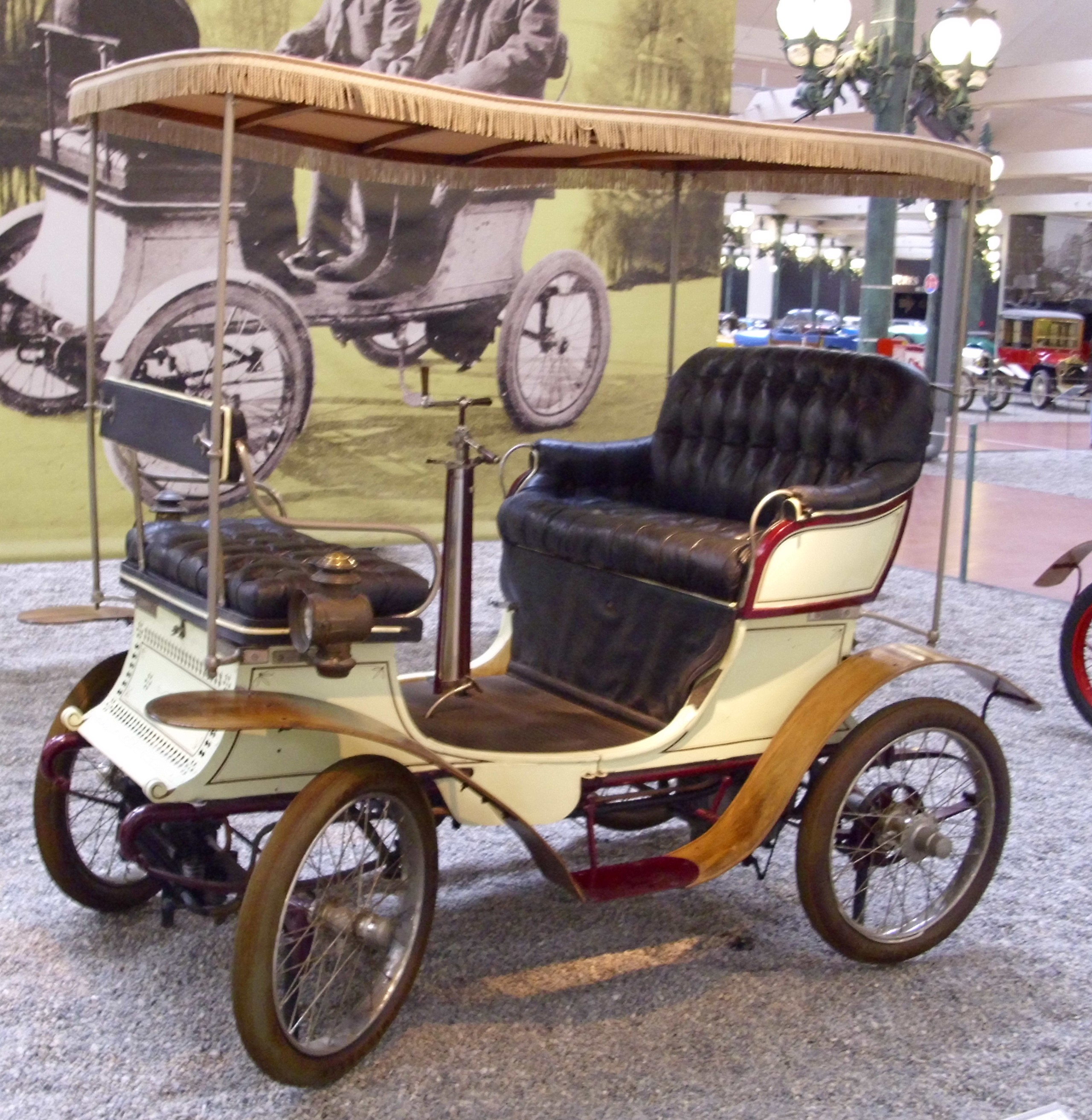
De Dion-Bouton Type L

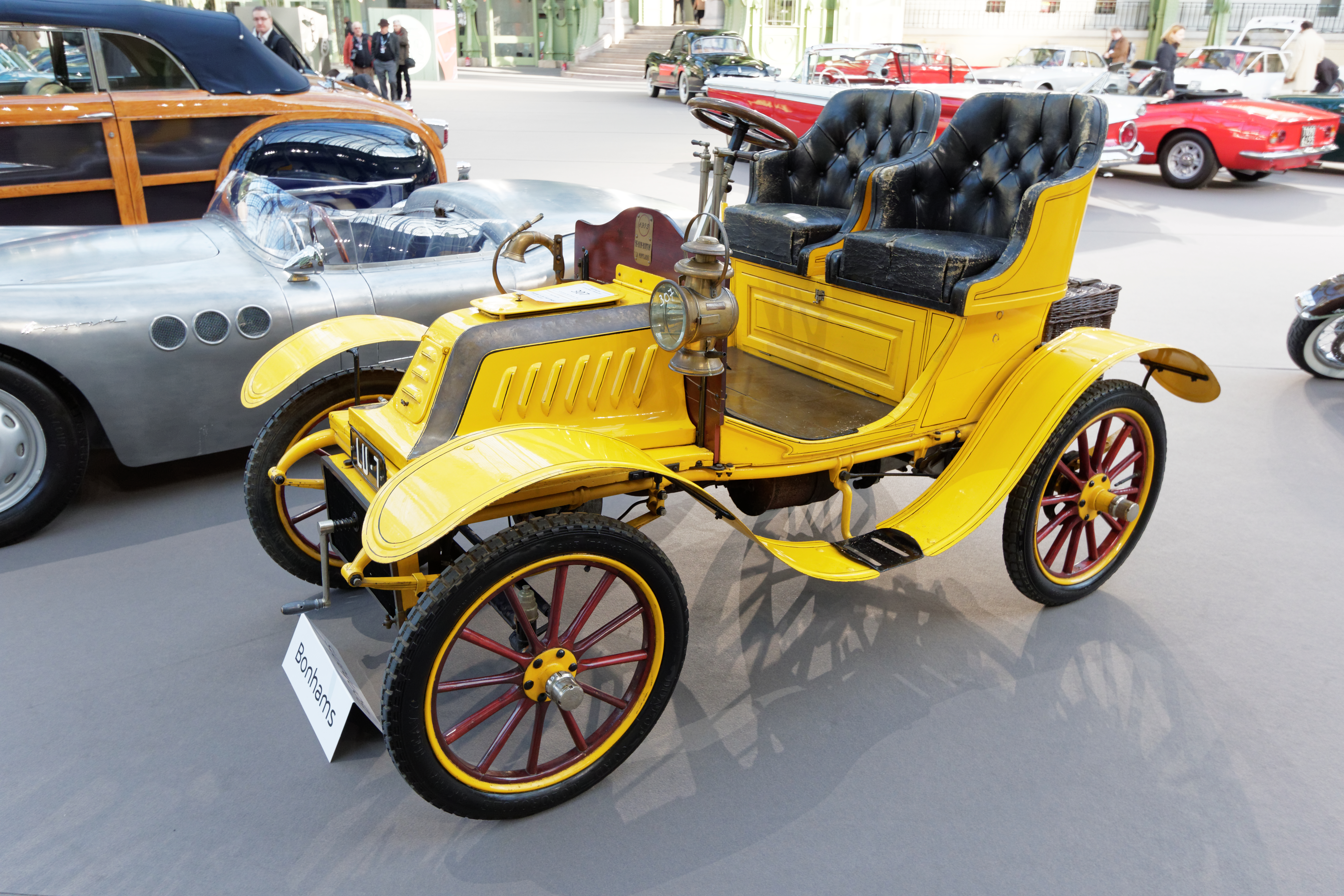
De Dion-Bouton Type N

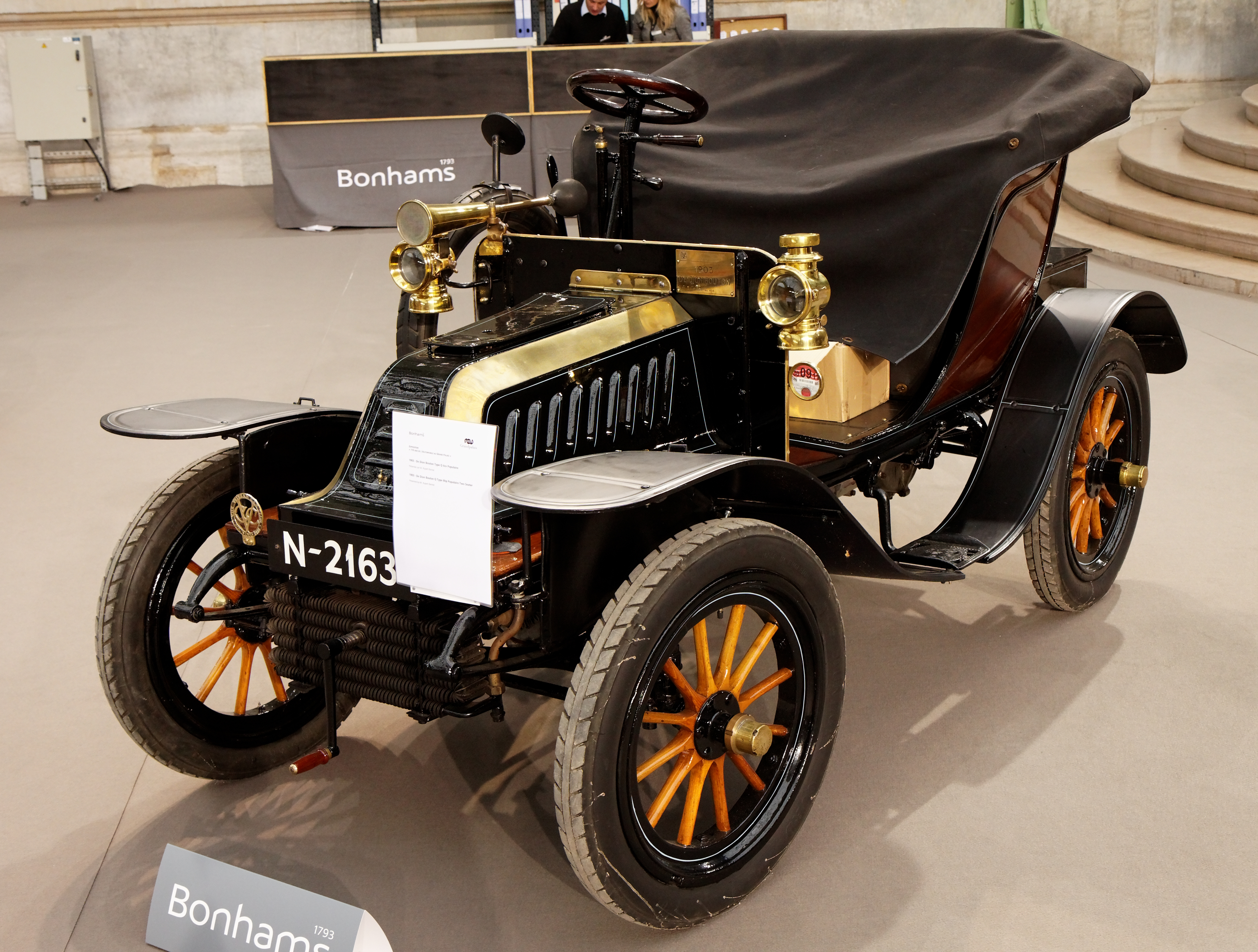
De Dion-Bouton Type Q

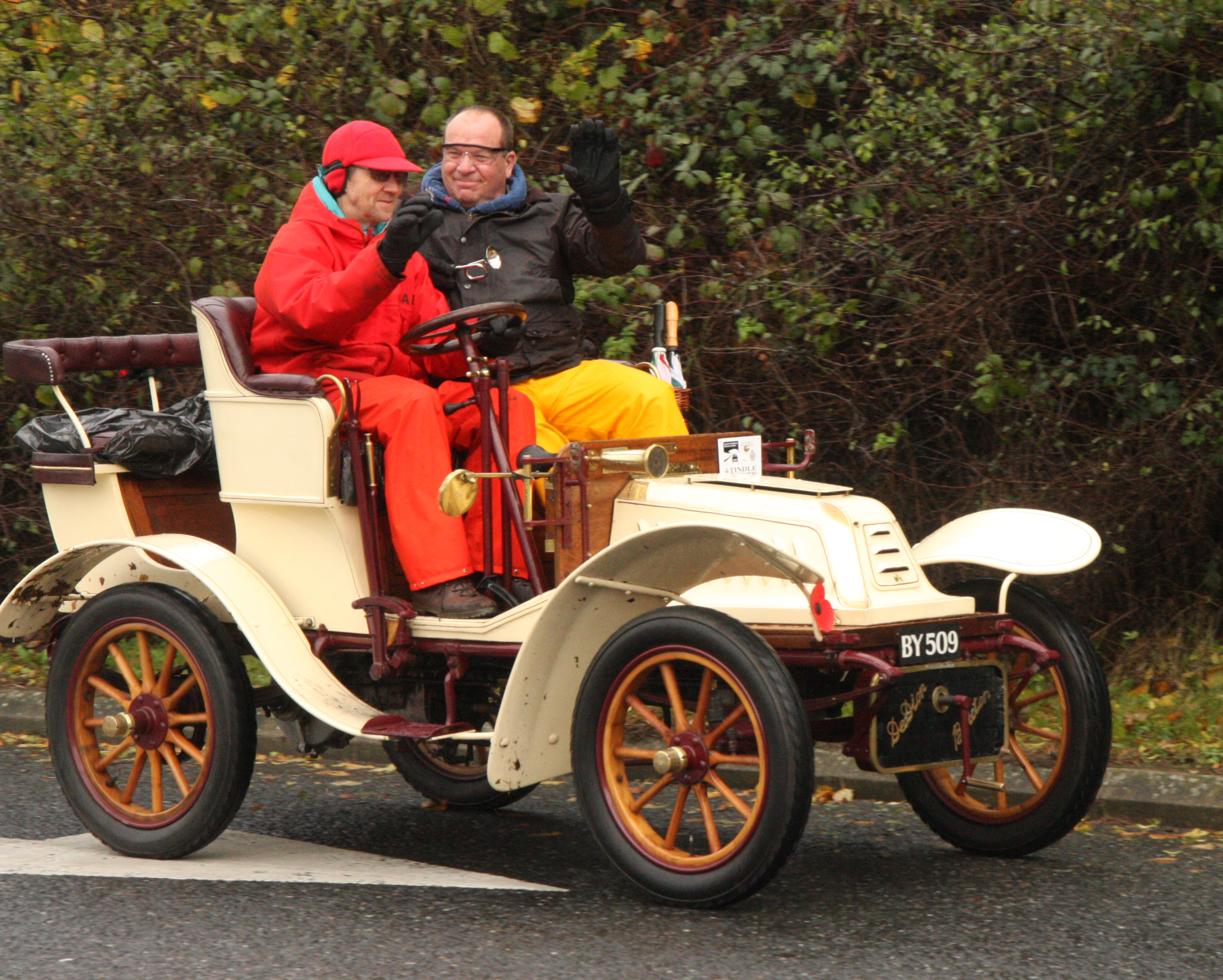
De Dion-Bouton Type Y

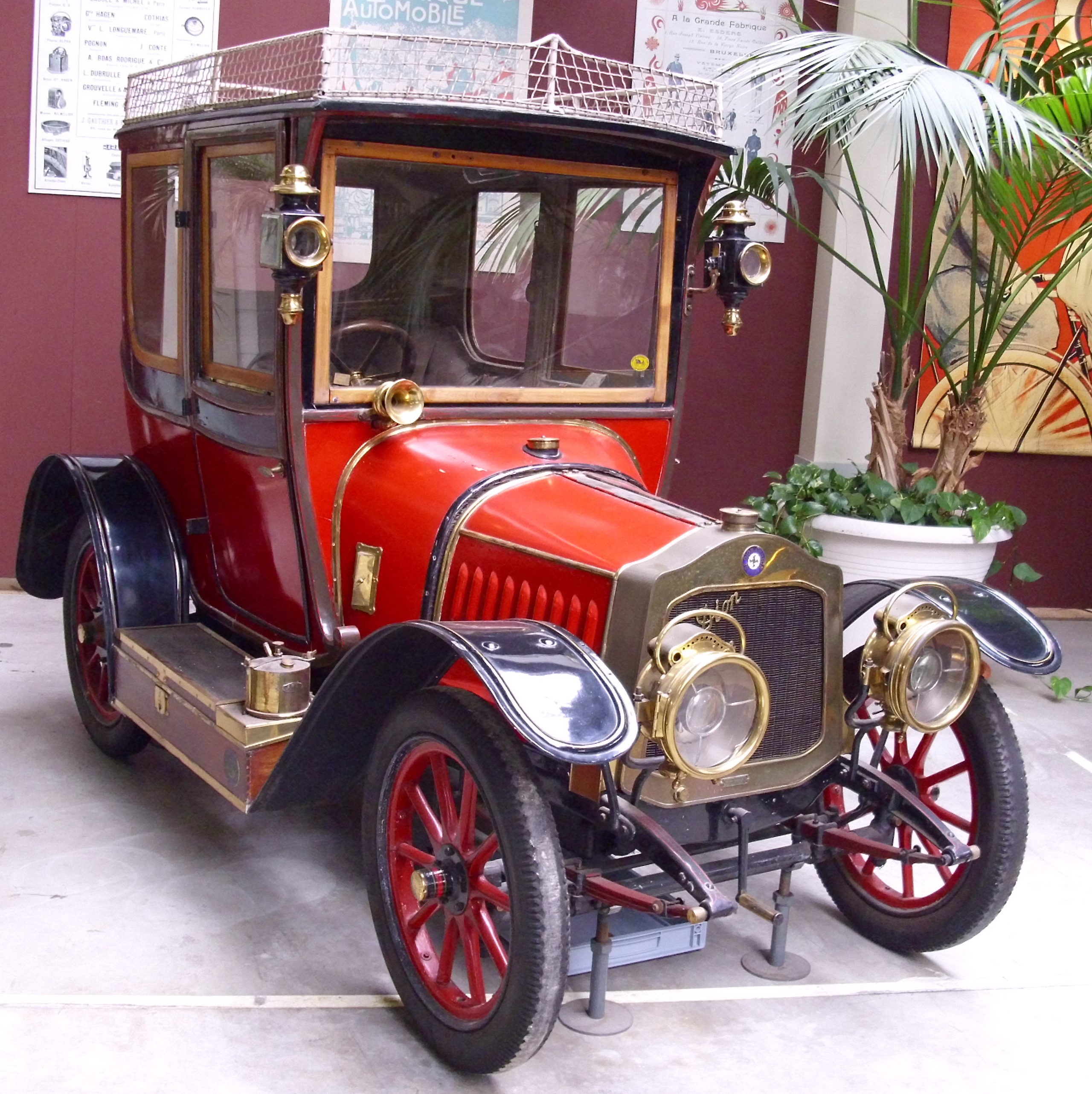
De Dion-Bouton Type DE 2

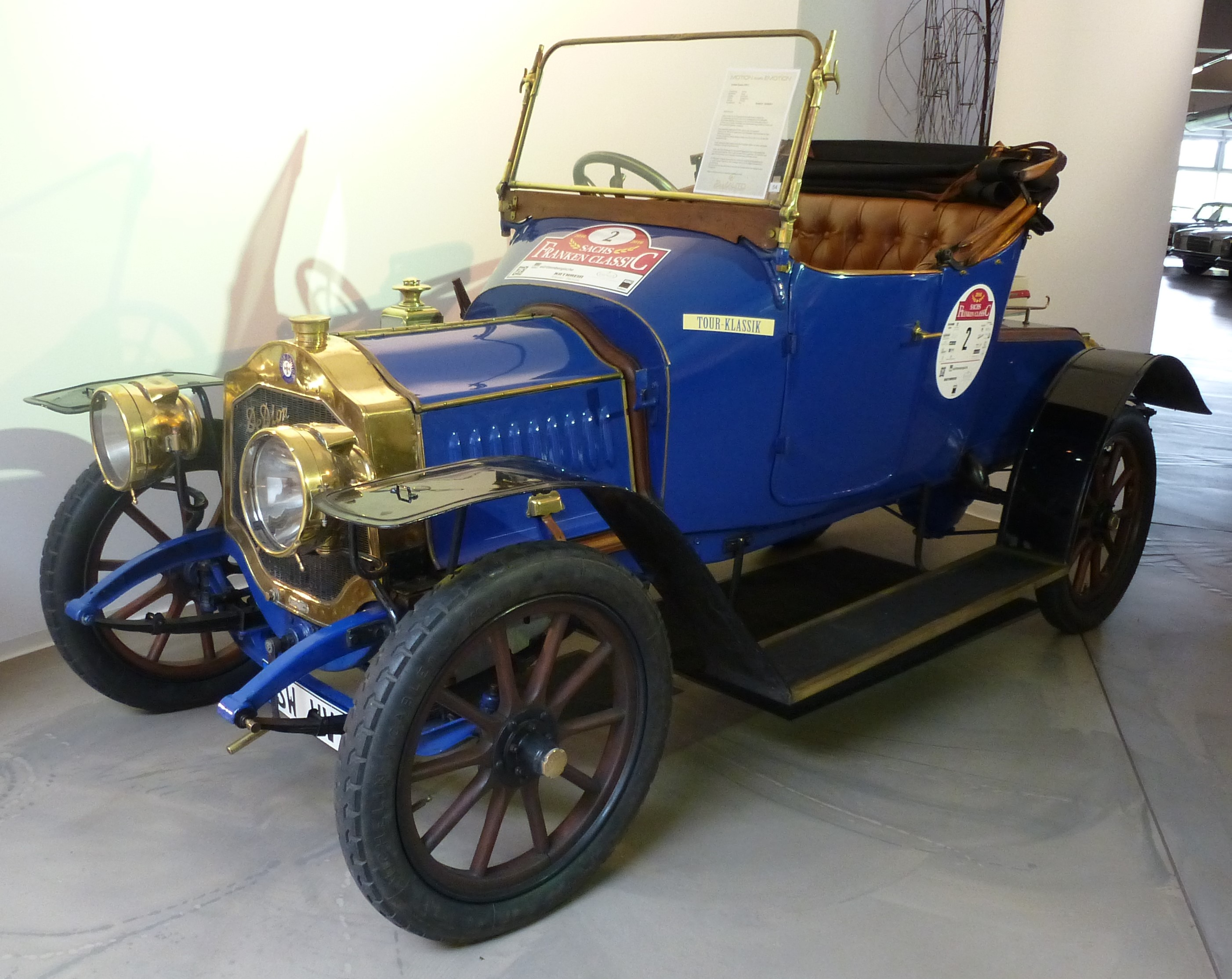
De Dion-Bouton Type DW 2

Der De Dion-Bouton 6 CV war eine Pkw-Modellreihe des französischen Automobilherstellers De Dion-Bouton aus der Zeit vor dem Zweiten Weltkrieg. Dabei stand das CV für die Steuer-PS. Zu dieser Modellreihe gehörten:
- De Dion-Bouton Type J (1901–1902)
- De Dion-Bouton Type L (1902–1903)
- De Dion-Bouton Type N (1902–1903)
- De Dion-Bouton Type Q (1903–1904)
- De Dion-Bouton Type Y (1904–1906)
- De Dion-Bouton Type DE 1 (1911–1912)
- De Dion-Bouton Type DE 2 (1911–1912)
- De Dion-Bouton Type DW 2 (1912–1913)